# Carouge de Bolivie
Genre
Espèce
Statut de conservation UICN

 LC  : Préoccupation mineure
Le Carouge de Bolivie (Oreopsar bolivianus), aussi appelé Quiscale de Bolivie, est une espèce de passereau endémique de Bolivie de la famille des ictéridés.

## Taxonomie
À la suite de la publication de l'étude phylogénique de Powell et al. (2014), le Congrès ornithologique international (classification version 4.3, 2014) transfère cette espèce du genre Agelaioides vers le genre monotypique Oreopsar. De plus, elle la renomme en Oreopsar bolivianus, car son nom scientifique n'est pas Agelaioides oreopsar P.E. Lowther, 2001.

## Habitat
Le carouge de Bolivie fréquente le fond des vallées et des canyons arides où l’on retrouve une végétation éparse de Prosopis, de Faux-poivrier odorant, d’acacias, de caricas, de tussack et de Cereus.  La présence de parois rocheuses est importante.

## Distribution

Carte de répartition de l'espèce

## Nidification
Le carouge de Bolivie est le seul membre des Ictéridés à nicher exclusivement dans les anfractuosités de parois rocheuses.  Le nid est fait de petites racines et d’herbes sèches.  